# Euproctis seitzi
Euproctis seitzi är en fjärilsart som beskrevs av Embrik Strand 1910. Euproctis seitzi ingår i släktet Euproctis och familjen tofsspinnare. Inga underarter finns listade i Catalogue of Life.